# Sfingozin-1-fosfat
Sfingozin-1-fosfat (S1P) je signalni sfingolipid. On je isto tako bioaktivni lipidni posrednik. Sfingolipidi su velika klasa lipida koja sadrži alifatični aminoalkohol, sfingozin.

## Produkcija
Sfingozini mogu biti oslobođeni iz keramida, procesom koji katalizuje enzim keramidaza. Fosforilaciju sfingozina katalizuje sfingozinska kinaza, enzim koje je sveprisutan u citozolu i endoplazmatičnom retikulumu raznih tipova ćelija. S1P može da bude razgrađen sfingozin fosfatazom. 

## Funkcija
je lipidni posrednik iz krvi, posebno u kontekstu lipoproteina kao što je lipoprotein visoke gustine (HDL). On je u manjoj meri zastupljen u fluidima tkiva. Ta pojava se naziva S1P gradijentom. Ona ima biološki značaj u imunskoj ćelijskoj razmeni.
Originalno se za njega smatralo da je intraćelijski sekundarni glasnik. Naknadno je utvrđeno da on dejstvuje kao ekstraćelijski ligand za S1PR1 G protein spregnuti receptor 1998 godine. Sad je poznato da su S1P receptori članovi familije lizofosfolipidnih receptora. Do sada su pet receptora iz ove grupe opisano. Većina S1P bioloških efekata je posredovana signalizacijom kroz receptore na ćelijskoj površini.
Mada je S1P značajan za celo telo čoveka, on je glavni regulator vaskularnog i imunskog sistema. U vaskularnom sistemu, S1P reguliše angiogenezu, vaskularnu stabilnost, i permeabilnost. U imunskom sistemu, on je jedan od glavnih regulatora razmene T- i B-ćelija. S1P interakcija sa njegovim receptorom S1PR1 je neophodna za izlazak imunskih ćelija iz limfoidnih organa (kao što je timus i limfni čvorovi) u limfatičke sudove. Za inhibicija S1P receptora je pokazano da je kritična za imunomodulaciju. 

## Klinički značaj
Lek fingolimod (FTY720), koji je antagonist S1P receptora, sprečava autoimune limfocite da pređu iz limfnih organa u centralni nervni sistem. Klinička ispitivanja faze III su pokazala redukciju relapsa i poboljšanje drugih ishoda kod obolelih od multiple skleroze.
S1P posreduje proliferaciju ćelija kože. To je posebno relevantno za keratinocite, dok fibroblasti nisu uslovljeni na ovaj način. Dok S1P supresuje epidermalnu proliferaciju poput glukokortikoida, on se razlikuje od njih, u smislu da proliferacija fibroblasta kože nije umanjena. Zapravo, S1P aktivira fibroblast-izvedenu produkciju ekstracelularni matriks proteina.

## Literatura
- Lee, MJ;  . (1998). „Sphingosine-1-phosphate as a ligand for the G protein-coupled receptor EDG-1.”. Science. 279 (5356): 1552—1556. PMID 9488656. doi:10.1126/science.279.5356.1552.
- Bollag W (2003). „Paradoxical effects of sphingosine-1-phosphate”. J Invest Dermatol. 120 (4): xiii—xiv. PMID 12648243. doi:10.1046/j.1523-1747.2003.12116.x.
- Vogler R;  . (2003). „Sphingosine-1-phosphate and its potentially paradoxical effects on critical parameters of cutaneous wound healing”. J Invest Dermatol. 120 (4): 693—700. PMID 12648236. doi:10.1046/j.1523-1747.2003.12096.x.